# Kaweri
Kaweri (kann. ಕಾವೇರಿ, tam. காவிரி, hindi कावेरी) – rzeka w południowych Indiach, uważana przez hindusów za świętą i utożsamiana z Lopamudrą, mityczną córką Brahmy.
Swoje źródła ma w Ghatach Zachodnich. Płynie przez wyżynę Dekan, mijając stany Karnataka (gdzie przepływa przez zabytkowe miasto Srirangapatna) i Tamil Nadu. Wpływa do Zatoki Bengalskiej. Ma długość ok. 800 km.